# Voice - Danmarks Største Stemme (Sæson 1)
Voice – Danmarks største stemme er en dansk reality sangkonkurrence, der er baseret på konceptet The Voice of Holland. Vinderen af konkurrencen modtager en pladekontrakt med Universal Music. Første sæson havde premiere den 26. november 2011 på TV 2, og blev set af 1,1 millioner seere.
I den første sæson var Steen Jørgensen, Lene Nystrøm, Sharin Foo og L.O.C. coaches, mens Morten Resen og Sigurd Kongshøj Larsen var værter på fjernsynet. Lasse Bekker og Lisbeth Østergaard var værter på nettet i den første sæson.
Finalen fandt sted den 25. februar 2012. Vinderen blev Kim Wagner, der var blevet coachet af L.O.C. Han udgav umiddelbart efter finalen den 25. februar 2012 sin første single "The Song, Oh!".

## Første fase: Blindtests
De første fem programmer er såkaldte "blindtests", hvor de fire coaches ikke kan se deltagerne. De kan kun bedømme deltageren ud fra deres sangstemme, og får først lov til at se deltageren, hvis de vælger personen. Hvis flere coaches vil have deltageren, er det op til deltageren selv, hvilket team de vil ende på. I sidste program havde de fire coaches mulighed for at vælge et såkaldt wildcard – en ekstra deltager til deres hold.
| Afsnit | Coaches og deres deltagere                  | Coaches og deres deltagere                       | Coaches og deres deltagere                       | Coaches og deres deltagere                     |
| Afsnit | Steen Jørgensen                             | Lene Nystrøm                                     | Sharin Foo                                       | L.O.C.                                         |
| ------ | ------------------------------------------- | ------------------------------------------------ | ------------------------------------------------ | ---------------------------------------------- |
| 01     | Nadia Bach                                  | Jesper Skovhus Mathias Rønne Pachler Ida Lohmann | Freja Kirk                                       | Clara Aagaard Martin Preisler Pernille Leeloo  |
| 02     | Liv Skotte Trine Dusine Bjarke Rasmussen    | Rosa Skotte Mette Uhrnfeldt Janus Soliånd        | Frederik Meyer-Zeuthen                           | Noa Sophie Stoustrup                           |
| 03     | Thomas Pedersen Isabel Uweis                | Thomas Solnæs Christina Ross                     | Stella Danielsen Bjarne Langhoff Nesma Houmami   | Ida Korsgaard Josefsen Rebecca Melodee Ndigaye |
| 04     | Nanna Kaad(Nu Ellie Bruun) Dea Romme Larsen | Henriette Andersen                               | John Olsen Louise Nyrup Jensen Anne Louise Krogh | Marc Grabowski Kim Wagner                      |
| 05     | Daniel Holm Louise Wæhrens                  | Henrik Bruhn Henrik Heiden (Wildcard)            | Simone Madsen Amie Jones                         | Joakim Tranberg Pernille Helweg Larsen         |

## Anden fase: Battles
I fire battle-runder sætter de fire coaches deres egne sangere op mod hinanden; en mod en dyster sangere fra samme hold mod hinanden i én sang, som de skal synge sammen. Efter hver battle er det op til holdets coach at vælge, hvem der går videre til den afgørende tredje fase med liveshows.
     Denne sanger gik videre til liveshows.
| Afsnit | Battle | Modstandere             | Modstandere             | Modstandere             | Modstandere            | Modstandere            | Modstandere            | Sang (original kunstner)                                                  | Coach  |
| ------ | ------ | ----------------------- | ----------------------- | ----------------------- | ---------------------- | ---------------------- | ---------------------- | ------------------------------------------------------------------------- | ------ |
| 06     | 1      | Martin Preisler         | Martin Preisler         | Martin Preisler         | Marc Grabowski         | Marc Grabowski         | Marc Grabowski         | "Get the Fuck Out of My Mind" (Tim Christensen)                           | L.O.C. |
| 06     | 2      | Nesma Houmami           | Nesma Houmami           | Nesma Houmami           | Stella Danielsen       | Stella Danielsen       | Stella Danielsen       | "Soon We'll Be Found" (Sia)                                               | Sharin |
| 06     | 3      | Mette Uhrnfeldt         | Mette Uhrnfeldt         | Mette Uhrnfeldt         | Ida Lohmann            | Ida Lohmann            | Ida Lohmann            | "Fighter" (Christina Aguilera)                                            | Lene   |
| 06     | 4      | Nadia Bach              | Nadia Bach              | Nadia Bach              | Trine Dusine           | Trine Dusine           | Trine Dusine           | "Zombie" (The Cranberries)                                                | Steen  |
| 06     | 5      | Thomas Solnæs           | Thomas Solnæs           | Thomas Solnæs           | Jesper Skovhus         | Jesper Skovhus         | Jesper Skovhus         | "Animal" (Neon Trees)                                                     | Lene   |
| 07     | 1      | Rebecca Melodee Ndigaye | Rebecca Melodee Ndigaye | Rebecca Melodee Ndigaye | Clara Aagaard          | Clara Aagaard          | Clara Aagaard          | "Bright Lights Bigger City" (Cee-Lo Green)                                | L.O.C. |
| 07     | 2      | Simone Madsen           | Simone Madsen           | Simone Madsen           | Frederik Meyer-Zeuthen | Frederik Meyer-Zeuthen | Frederik Meyer-Zeuthen | "Someone New" (Eskobar featuring Heather Nova)                            | Sharin |
| 07     | 3      | Nanna Kaad              | Nanna Kaad              | Nanna Kaad              | Daniel Holm            | Daniel Holm            | Daniel Holm            | "First We Take Manhattan" (Leonard Cohen)                                 | Steen  |
| 07     | 4      | Henrik Heiden           | Henrik Heiden           | Henrik Bruhn            | Henrik Bruhn           | Janus Soliånd          | Janus Soliånd          | "When Love Comes to Town" (U2)                                            | Lene   |
| 07     | 5      | Pernille Leeloo         | Pernille Leeloo         | Pernille Leeloo         | Kim Wagner             | Kim Wagner             | Kim Wagner             | "Teardrop" (Massive Attack)                                               | L.O.C. |
| 08     | 1      | Dea Romme Larsen        | Dea Romme Larsen        | Dea Romme Larsen        | Isabel Uweis           | Isabel Uweis           | Isabel Uweis           | "1 Thing" (Amerie)                                                        | Steen  |
| 08     | 2      | Henriette Andersen      | Henriette Andersen      | Henriette Andersen      | Mathias Rønne Pachler  | Mathias Rønne Pachler  | Mathias Rønne Pachler  | "Set the Fire to the Third Bar" (Snow Patrol featuring Martha Wainwright) | Lene   |
| 08     | 3      | Freja Kirk              | Freja Kirk              | Freja Kirk              | Louise Nyrup Jensen    | Louise Nyrup Jensen    | Louise Nyrup Jensen    | "Cold War" (Janelle Monáe)                                                | Sharin |
| 08     | 4      | Ida Korsgaard Josefsen  | Ida Korsgaard Josefsen  | Ida Korsgaard Josefsen  | Noa Sophie Stoustrup   | Noa Sophie Stoustrup   | Noa Sophie Stoustrup   | "Nobody's Man" (Tina Dickow)                                              | L.O.C. |
| 08     | 5      | Thomas Pedersen         | Thomas Pedersen         | Thomas Pedersen         | Bjarke Rasmussen       | Bjarke Rasmussen       | Bjarke Rasmussen       | "Get It On" (T. Rex)                                                      | Steen  |
| 09     | 1      | Bjarne Langhoff         | Bjarne Langhoff         | Bjarne Langhoff         | John Olsen             | John Olsen             | John Olsen             | "Don't Get Me Wrong" (The Pretenders)                                     | Sharin |
| 09     | 2      | Louise Wæhrens          | Louise Wæhrens          | Louise Wæhrens          | Liv Skotte             | Liv Skotte             | Liv Skotte             | "Set Fire to the Rain" (Adele)                                            | Steen  |
| 09     | 3      | Joakim Tranberg         | Joakim Tranberg         | Joakim Tranberg         | Pernille Helweg Larsen | Pernille Helweg Larsen | Pernille Helweg Larsen | "No Air" (Jordin Sparks featuring Chris Brown)                            | L.O.C. |
| 09     | 4      | Rosa Skotte             | Rosa Skotte             | Rosa Skotte             | Christina Ross         | Christina Ross         | Christina Ross         | "I Kissed a Girl" (Katy Perry)                                            | Lene   |
| 09     | 5      | Anne Louise Krogh       | Anne Louise Krogh       | Anne Louise Krogh       | Amie Jones             | Amie Jones             | Amie Jones             | "True Colors" (Cyndi Lauper)                                              | Sharin |

## Tredje fase: Liveshows
I den sidste fase skal de de 20 tilbageværende deltagere optræde direkte i fjernsynet. Hver uge vil der blive elimineret deltagere. Finalen finder sted den 25. februar 2012, hvor seerne vælger, hvilken af de fire tilbageværende deltagere – én fra hvert hold – der skal vinde konkurrencen.

### Statistik
|          |                                | Uge 1  | Uge 2    | Uge 3    | Uge 4    | Uge 5    | Uge 5      |
| 1. runde | 2. runde                       | Uge 1  | Uge 2    | Uge 3    | Uge 4    |          |            |
| -------- | ------------------------------ | ------ | -------- | -------- | -------- | -------- | ---------- |
| 1. Plads | Kim Wagner (Team Liam)         | REDDET |          | VIDERE   | VIDERE   | VIDERE   | VINDER     |
| 2. Plads | Mathias Pachler (Team Lene)    |        | REDDET   | VIDERE   | VIDERE   | VIDERE   | ANDENPLADS |
| 3. Plads | Bjarne Langhoff (Team Sharin)  | VIDERE |          | VIDERE   | VIDERE   | UDE      | Udstemt    |
| 4. Plads | Liv Skotte (Team Steen)        |        | VIDERE   | VIDERE   | VIDERE   | UDE      | Udstemt    |
| 5. Plads | Nanna Kaad (Team Steen)        |        | REDDET   | REDDET   | UDE      | Udstemt  | Udstemt    |
| 5. Plads | Rosa Skotte (Team Lene)        |        | VIDERE   | REDDET   | UDE      | Udstemt  | Udstemt    |
| 5. Plads | Freja Kirk (Team Sharin)       | REDDET |          | REDDET   | UDE      | Udstemt  | Udstemt    |
| 5. Plads | Noa Stoustrup (Team Liam)      | VIDERE |          | REDDET   | UDE      | Udstemt  | Udstemt    |
| 6. Plads | Thomas Pedersen (Team Steen)   |        | VIDERE   | UDE      | Udstemt  | Udstemt  | Udstemt    |
| 6. Plads | Ida Lohmann (Team Lene)        |        | VIDERE   | UDE      | Udstemt  | Udstemt  | Udstemt    |
| 6. Plads | Amie Jones (Team Sharin)       | VIDERE |          | UDE      | Udstemt  | Udstemt  | Udstemt    |
| 6. Plads | Joakim Tranberg (Team Liam)    | VIDERE |          | UDE      | Stemt ud | Stemt ud | Stemt ud   |
| 7. Plads | Henrik Bruhn (Team Lene)       |        | UDE      | Stemt ud | Stemt ud | Stemt ud | Stemt ud   |
| 7. Plads | Thomas Solnæs (Team Lene)      |        | UDE      | Stemt ud | Stemt ud | Stemt ud | Stemt ud   |
| 7. Plads | Nadia Bach (Team Steen)        |        | UDE      | Stemt ud | Stemt ud | Stemt ud | Stemt ud   |
| 7. Plads | Dea Romme Larsen (Team Steen)  |        | UDE      | Stemt ud | Stemt ud | Stemt ud | Stemt ud   |
| 8. Plads | Frederik Zeuthen (Team Sharin) | UDE    | Stemt ud | Stemt ud | Stemt ud | Stemt ud | Stemt ud   |
| 8. Plads | Stella Danielsen (Team Sharin) | UDE    | Stemt ud | Stemt ud | Stemt ud | Stemt ud | Stemt ud   |
| 8. Plads | Martin Preisler (Team Liam)    | UDE    | Stemt ud | Stemt ud | Stemt ud | Stemt ud | Stemt ud   |
| 8. Plads | Rebecca Ndigaye (Team Liam)    | UDE    | Stemt ud | Stemt ud | Stemt ud | Stemt ud | Stemt ud   |

| Coach: L.O.C.           | Coach: L.O.C.    | Coach: L.O.C.    | Coach: L.O.C.    | Coach: L.O.C. | Coach: L.O.C. |
| Deltager                | Første live-show | Tredje live-show | Fjerde live-show | Finalen       |               |
| ----------------------- | ---------------- | ---------------- | ---------------- | ------------- | ------------- |
| Kim Wagner              | Videre           | Videre           | Videre           | 1. plads      |               |
| Noa Sophie Stoustrup    | Videre           | Videre           | Elimineret       | Elimineret    |               |
| Joakim Tranberg         | Videre           | Elimineret       | Elimineret       | Elimineret    |               |
| Martin Preisler         | Elimineret       | Elimineret       | Elimineret       | Elimineret    |               |
| Rebecca Melodee Ndigaye | Elimineret       | Elimineret       | Elimineret       | Elimineret    |               |
| Coach: Lene Nystrøm     |                  |                  |                  |               |               |
| Deltager                | Andet live-show  | Tredje live-show | Fjerde live-show | Finalen       |               |
| Mathias Rønne Pachler   | Videre           | Videre           | Videre           | 2. plads      |               |
| Rosa Skotte             | Videre           | Videre           | Elimineret       | Elimineret    |               |
| Ida Lohmann             | Videre           | Elimineret       | Elimineret       | Elimineret    |               |
| Henrik Bruhn            | Elimineret       | Elimineret       | Elimineret       | Elimineret    |               |
| Thomas Solnæs           | Elimineret       | Elimineret       | Elimineret       | Elimineret    |               |
| Coach: Sharin Foo       |                  |                  |                  |               |               |
| Deltager                | Første live-show | Tredje live-show | Fjerde live-show | Finalen       |               |
| Bjarne Langhoff         | Videre           | Videre           | Videre           | 3. plads      |               |
| Freja Kirk              | Videre           | Videre           | Elimineret       | Elimineret    |               |
| Amie Jones              | Videre           | Elimineret       | Elimineret       | Elimineret    |               |
| Frederik Meyer-Zeuthen  | Elimineret       | Elimineret       | Elimineret       | Elimineret    |               |
| Stella Danielsen        | Elimineret       | Elimineret       | Elimineret       | Elimineret    |               |
| Coach: Steen Jørgensen  |                  |                  |                  |               |               |
| Deltager                | Andet live-show  | Tredje live-show | Fjerde live-show | Finalen       |               |
| Liv Skotte              | Videre           | Videre           | Videre           | 4. plads      |               |
| Nanna Kaad              | Videre           | Videre           | Elimineret       | Elimineret    |               |
| Thomas Pedersen         | Videre           | Elimineret       | Elimineret       | Elimineret    |               |
| Dea Romme Larsen        | Elimineret       | Elimineret       | Elimineret       | Elimineret    |               |
| Nadia Bach              | Elimineret       | Elimineret       | Elimineret       | Elimineret    |               |

     Reddet af seerne.
     Reddet af coach.
     Fik flest samlet point fra coach og seere.

### Første liveshow
I det første liveshow er det Team L.O.C. og Team Sharin, der skal optræde. Elimineringen foregår på den måde, at seerne sender to deltagere fra hvert team videre. Derefter vælger holdets coach én af de tre tilbageværende deltagere, som de synes skal gå videre.
| Rækkefølge | Coach  | Deltager                | Sang                                                    | Resultat        |
| ---------- | ------ | ----------------------- | ------------------------------------------------------- | --------------- |
| 1          | L.O.C. | Joakim Tranberg         | "Without You" (David Guetta featuring Usher)            | Valgt af seerne |
| 2          | Sharin | Stella Danielsen        | "Video Games" (Lana Del Rey)                            | Elimineret      |
| 3          | L.O.C. | Martin Preisler         | "Living for the City" (Stevie Wonder)                   | Elimineret      |
| 4          | Sharin | Amie Jones              | "Lost in the Fire" (The Storm)                          | Valgt af seerne |
| 5          | L.O.C. | Rebecca Melodee Ndigaye | "Halo" (Beyoncé)                                        | Elimineret      |
| 6          | Sharin | Bjarne Langhoff         | "Somebody That I Used to Know" (Gotye featuring Kimbra) | Valgt af seerne |
| 7          | L.O.C. | Noa Sophie Stoustrup    | "Born This Way" (Lady Gaga)                             | Valgt af seerne |
| 8          | Sharin | Frederik Meyer-Zeuthen  | "Somewhere Only We Know" (Keane)                        | Elimineret      |
| 9          | L.O.C. | Kim Wagner              | "Prayin'" (Plan B)                                      | Valgt af coach  |
| 10         | Sharin | Freja Kirk              | "Like I Love You" (Justin Timberlake)                   | Valgt af coach  |

### Andet liveshow
I det andet liveshow er det Team Lene og Team Steen, der skal optræde. Elimineringen foregår på den måde, at seerne sender to deltagere fra hvert team videre. Derefter vælger holdets coach én af de tre tilbageværende deltagere, som de synes skal gå videre.
| Rækkefølge | Coach | Deltager              | Sang                                                    | Resultat        |
| ---------- | ----- | --------------------- | ------------------------------------------------------- | --------------- |
| 1          | Steen | Nanna Kaad            | "In for the Kill" (La Roux)                             | Valgt af coach  |
| 2          | Lene  | Henrik Bruhn          | "Not Over You" (Gavin DeGraw)                           | Elimineret      |
| 3          | Steen | Nadia Bach            | "Fever" (Peggy Lee)                                     | Elimineret      |
| 4          | Lene  | Mathias Rønne Pachler | "Hanging by a Moment" (Lifehouse)                       | Valgt af coach  |
| 5          | Steen | Liv Skotte            | "Another Way to Die" (Jack White featuring Alicia Keys) | Valgt af seerne |
| 6          | Lene  | Thomas Solnæs         | "Red" (Daniel Merriweather)                             | Elimineret      |
| 7          | Steen | Dea Romme Larsen      | "Son of a Preacher Man" (Dusty Springfield)             | Elimineret      |
| 8          | Lene  | Rosa Skotte           | "In My Head" (Jason DeRulo)                             | Valgt af seerne |
| 9          | Steen | Thomas Pedersen       | "Simple Man" (Lynyrd Skynyrd)                           | Valgt af seerne |
| 10         | Lene  | Ida Lohmann           | "Don't You Remember" (Adele)                            | Valgt af seerne |

### Tredje liveshow
I det tredje liveshow skal de tilbageværende deltagere fra alle fire hold optræde. Elimineringen foregår på den måde, at seerne sender én deltager fra hvert team videre. Derefter vælger holdets coach én af de to tilbageværende deltagere, som de synes skal gå videre.
| Rækkefølge | Coach  | Deltager              | Sang                                      | Resultat        |
| ---------- | ------ | --------------------- | ----------------------------------------- | --------------- |
| 1          | L.O.C. | Noa Sophie Stoustrup  | "Sun of a Gun" (Oh Land)                  | Valgt af coach  |
| 2          | Steen  | Thomas Pedersen       | "Baby Did a Bad, Bad Thing" (Chris Isaak) | Elimineret      |
| 3          | Lene   | Ida Lohmann           | "Heavy Cross" (Gossip)                    | Elimineret      |
| 4          | Sharin | Bjarne Langhoff       | "Ordinary Things" (Lukas Graham)          | Valgt af seerne |
| 5          | L.O.C. | Joakim Tranberg       | "Save the World" (Swedish House Mafia)    | Elimineret      |
| 6          | Steen  | Nanna Kaad            | "Glory Box" (Portishead)                  | Valgt af coach  |
| 7          | Lene   | Rosa Skotte           | "Heaven" (Emeli Sandé)                    | Valgt af coach  |
| 8          | Sharin | Freja Kirk            | "Swim Good" (Frank Ocean)                 | Valgt af coach  |
| 9          | L.O.C. | Kim Wagner            | "Lady Luck" (Jamie Woon)                  | Valgt af seerne |
| 10         | Steen  | Liv Skotte            | "Cryin'" (Aerosmith)                      | Valgt af seerne |
| 11         | Lene   | Mathias Rønne Pachler | "I Promised Myself" (Nick Kamen)          | Valgt af seerne |
| 12         | Sharin | Amie Jones            | "What the Hell" (Avril Lavigne)           | Elimineret      |

### Fjerde liveshow
De fire coaches skulle hver især fordele 100 point på deres to deltagere. Seerstemmerne blev omregnet til 100 og fordelingen blev derefter lagt sammen med dommernes point. Deltagerne med flest samlede point gik videre til finalen.
| Rækkefølge | Coach  | Deltager              | Sang                                             | Point fra coach | Point fra seerne | Samlede point | Resultat   |
| ---------- | ------ | --------------------- | ------------------------------------------------ | --------------- | ---------------- | ------------- | ---------- |
| 1          | Lene   | Rosa Skotte           | "Domino" (Jessie J)                              | 60              | 31               | 91            | Elimineret |
| 2          | Lene   | Mathias Rønne Pachler | "Ayo Technology" (Milow-cover af 50 Cent-sang)   | 40              | 69               | 109           | Videre     |
| 3          | Steen  | Liv Skotte            | "You Lost Me" (Christina Aguilera)               | 90              | 76               | 166           | Videre     |
| 4          | Steen  | Nanna Kaad            | "If You Could Read My Mind" (Gordon Lightfoot)   | 10              | 24               | 34            | Elimineret |
| 5          | Sharin | Freja Kirk            | "Clap Your Hands" (Sia)                          | 50              | 37               | 87            | Elimineret |
| 6          | Sharin | Bjarne Langhoff       | "They Won't Go When I Go" (Stevie Wonder)        | 50              | 63               | 113           | Videre     |
| 7          | L.O.C. | Noa Sophie Stoustrup  | "I Heard It Through the Grapevine" (Marvin Gaye) | 0               | 39               | 39            | Elimineret |
| 8          | L.O.C. | Kim Wagner            | "Go" (Delilah)                                   | 100             | 61               | 161           | Videre     |

### Finalen
Ved finalen er det kun seerne, som har indflydelse på, hvem der vinder. Foruden seernes sms-stemmer tæller også antallets af iTunes-downloads af aftenens numre. Deltagerne optræder tre gange; først med et covernummer, derefter en duet med en kendt kunstner og dennes sang og til sidst med et originalt nummer, som deltageren helt eller delvist selv har komponeret og skrevet.
| Coach  | Deltager              | Rækkefølge | Første sang (Covernummer)           | Rækkefølge | Anden sang (Duet med originalkunstner)     | Rækkefølge | Tredje sang (Originalt nummer) | Resultat |
| ------ | --------------------- | ---------- | ----------------------------------- | ---------- | ------------------------------------------ | ---------- | ------------------------------ | -------- |
| Sharin | Bjarne Langhoff       | 1          | "Human" (Carpark North)             | 5          | "Kl. 10" (Medina)                          | 10         | "Lullaby"                      | 3. plads |
| Lene   | Mathias Rønne Pachler | 2          | "Dear Mr. President" (P!nk)         | 6          | "City Boy" (DonkeyBoy)                     | 11         | "Mit et & alt"                 | 2. plads |
| L.O.C. | Kim Wagner            | 3          | "All the Right Moves" (OneRepublic) | 7          | "Dedication to My Ex (Miss That)" (Lloyd)  | 12         | "The Song, Oh"                 | 1. plads |
| Steen  | Liv Skotte            | 4          | "The Winner Takes It All" (ABBA)    | 8          | "Heart Attack" (The Asteroids Galaxy Tour) | 9          | "An Angel Around"              | 4. plads |

## Resumé af deltagere
| Team            | Sangere         | Sangere                     | Sangere             | Sangere                | Sangere                | Sangere                | Sangere                 | Sangere         | Sangere               | Sangere               |
| --------------- | --------------- | --------------------------- | ------------------- | ---------------------- | ---------------------- | ---------------------- | ----------------------- | --------------- | --------------------- | --------------------- |
| L.O.C.          | Marc Grabowski  | Clara Aagaard               | Pernille Leeloo     | Ida Korsgaard Josefsen | Pernille Helweg Larsen | Martin Preisler        | Rebecca Melodee Ndigaye | Joakim Tranberg | Noa Sophie Stroustrup | Kim Wagner            |
| Lene Nystrøm    | Mette Uhrnfeldt | Jesper Skovhus              | Janus Soliånd       | Henriette Andersen     | Christina Ross         | Henrik Bruhn           | Thomas Solnæs           | Ida Lohmann     | Rosa Skotte           | Mathias Rønne Pachler |
| Sharin Foo      | Nesma Houmami   | Simone Lopez Nygaard Madsen | Louise Nyrup Jensen | John Olsen             | Anne Louise Krogh      | Frederik Meyer-Zeuthen | Stella Danielsen        | Amie Jones      | Freja Kirk            | Bjarne Langhoff       |
| Steen Jørgensen | Trine Dusine    | Daniel Holm Rasmussen       | Isabel Uweis        | Bjarke Rasmussen       | Louise Wæhrens         | Nadia Bach             | Dea Romme Larsen        | Thomas Pedersen | Nanna Kaad            | Liv Skotte            |